# Memphis Rogues
O Memphis Rogues foi um time de futebol profissional da North American Soccer League. Eles atuaram nas temporadas de 1978, 1979 e 1980 e jogaram em casa no Liberty Bowl Memorial Stadium em Memphis. Eles também jogaram futebol de salão no Mid-South Coliseum durante a temporada de 1979-80 .

## História
Em meados da década de 1970, Harry T. Mangurian, Jr. e Beau Rogers uniram forças para estabelecer uma nova franquia da Liga Norte-Americana de Futebol (NASL). Mangurian era dono de uma pista de corrida de cavalos na Flórida, e Rogers era co-proprietário e gerente geral do Tampa Bay Rowdies . Enquanto os dois homens procuravam uma cidade para servir de casa para sua nova equipe, eles procuraram vários locais no sul dos Estados Unidos - incluindo Nova Orleans, Houston, Nashville e Atlanta - antes de se estabelecer em Memphis, Tennessee .  Em seguida, eles decidiram nomear a equipe de "Rogues" em parte como uma alusão aos Rowdies, bem como pelo desejo de ter como mascote um elefante (um elefante "Rogue").
A equipe cometeu seu primeiro erro ao contratar Malcolm Allison como seu primeiro técnico. Allison veio da equipe turca Galatasaray, mas seu tempo em Memphis seria muito curto. Allison havia gerado muita polêmica durante sua passagem pela Inglaterra e, quando não conseguiu contratar um número suficiente de jogadores para a temporada inaugural, foi demitido sem ter treinado uma partida e substituído pelo ex-astro do Chelsea Eddie McCreadie. O clube terminou a temporada de 1978 na terceira colocação em sua divisão e não chegou aos playoffs. A média de público da equipe foi de 8.708 pessoas por jogo, 17º na liga de 24 equipes.
A segunda temporada, em 1979, foi interrompida por um ataque de jogadores que forçou McCreadie a se aposentar por um tempo. A equipe se saiu pior dentro de campo, terminando em último, e com a pior média de público, com 7.137 pessoas por partidas.
O público ruim fizeram Mangurian e Rogers venderem a equipe para Avron Fogelman em 1980. Fogelman era dono de um time de beisebol da liga secundária de Memphis e mais tarde tornou-se co-proprietário do Kansas City Royals . Embora o público tenha aumentado em 1980 para 9.864 por jogo, este ainda era o 17º na liga e o time foi novamente o último na sua divisão, embora o antigo companheiro de Chelsea de McCreadie, Charlie Cooke, tivesse assumido o cargo de técnico.
O último jogo dos Rogues aconteceu no Liberty Bowl Memorial Stadium contra o Houston Hurricane. Os Rogues venceram por 6–1. Tony Field marcou o gol final na história do Memphis Rogues. Ele driblou o goleiro e colocou a bola na rede. Ao chegar na linha do gol, ele ajoelhou-se e cabeceou a bola para a rede. Os torcedores mais céticos e de que os Rogues foram matematicamente eliminados dos playoffs e que o Furacão só precisa de um gol para se classificar, levantou uma sobrancelha com o resultado. No vídeo de metas do ano da NASL de 1980, você  pode ver claramente os furacões parados, permitindo a Field dar aos fãs um último show. 
Em 1981, Fogelman reduziu suas perdas e vendeu os Rogues para Nelson Skalbania, um empresário canadense que mudou a equipe para Calgary, Alberta . Skalbania rebatizou a equipe de Calgary Boomers em 1981, mas a equipe durou apenas um ano em Calgary antes de desistir.

### Sucesso no futebol indoor
Os Rogues jogaram a temporada de futebol de salão da NASL de 1979-80 no Mid-South Coliseum . Eles registraram um recorde de 9–3 na temporada regular, venceram a Divisão Oeste e chegaram às finais, vencendo o Jogo 1 da série por 5–4, em casa diante de 9.081 fãs,  antes de perder o jogo 2 e o desempate do minijogo para os Tampa Bay Rowdies no Bayfront Center em St. Petersburg, Flórida . 